# 上林三子雄
上林 三子雄（かんばやし みねお、1960年12月 - ）は、日本の公認会計士である。EY新日本有限責任監査法人シニアパートナー。

## 略歴
- 1960年12月、岐阜県高山市生まれ
- 1979年3月、岐阜県立斐太高等学校卒業
- 1983年3月、慶應義塾大学経済学部卒業
- 1983年10月、新光監査法人（現　EY新日本有限責任監査法人）入所
- 1987年3月、公認会計士登録
- 1998年6月、新日本有限責任監査法人パートナー就任
- 2004年6月、新日本有限責任監査法人シニアパートナー就任
- 2007年6月～2011年6月、公認会計士・監査審査会 公認会計士試験 実施検討グループ委員
- 2007年7月、日本公認会計士協会[1]　常務理事就任
- 2009年4月～2011年6月、公認会計士・監査審査会 公認会計士試験 試験委員選任小委員会専門委員
- 2012年8月、新日本有限責任監査法人常務理事就任

## 仕事関係
- 新日本有限責任監査法人では、大組織の事業部長職にある。
- 日本公認会計士協会では、実務補習所・総務・倫理・法規制度の担当常務理事を経験しており、東京実務補習所で職業倫理の講師を務めた。

## 趣味
- 世界遺産巡り

　　全世界で250カ所以上訪問している。
- 鉄道旅行

　　日本の鉄道の約99％に乗ったことがある。また、世界30カ国の鉄道に乗ったことがある。
- クラシック音楽鑑賞

　　特にアントニン・ドヴォルザークの交響曲第9番『新世界より』、ルートヴィヒ・ヴァン・ベートーヴェンの第九はよくコンサートに行く。
- 大学ラグビー観戦

　　秩父宮ラグビー場に年10回以上行く。